# Давул (журнал)
«Давул» (Барабан) — караїмський рукописний журнал, що випускався в Одесі. Саме цей журнал, який на початку складався всього лиш з одного листка, складеного вчетверо, став основоположником розвитку караїмської преси по всій Україні.

## Історія
В 1860 році караїмська молодь, що навчалася у Одесі, захопилася новими прогресивними ідеями того часу і спробувала випустити свій журнал. Невдовзі вони свою ідею зреалізували: створивши кілька рукописних екземплярів журналу «Давул». Цей, складений в четверо, листок передавали з рук в руки, адже в ньому автори ризикнули вступити в суперечку із своїми консервативними старійшинами. Своїм виданням автори мали намір заявити про себе і знайти підтримку серед іншої караїмської молоді.
Сучасні караїмські дослідники вважають, що головним автором видання був Ілля Казас, який саме в ті часи практикував учителем-меламедом у своєму мідраші. Молодий прогресивний караїм мав суперечності із консервативним караїмським духовним правлінням губернії, тож йому, невдовзі, довелося закрити школу і виїхати з міста. І тоді ж припинилося ходіння по рукам першого караїмського видання.
Кількома роками пізніше, в 1864 році, чергова група молодих караїмів ризикнула відновити «Давул». Цього разу видання було більш лояльнішим до духовного правління караїмів, тому воно й проіснувало 8 років. Караїмська молодь вибрала виданню епіграф, який залишався незмінним за усі його роки: «Англаяна сиври синек саз, англамаяна давул — зурна аз».
Після закриття журналу, в 1872 році його більше не відроджували. Лише на початку ХХ століття, в Феодосії місцева громада караїмів могла полистати рукописний журнал «Зурна-Давул», який мав більше гумористичний нахил.